# Trichomycterus boylei
Trichomycterus boylei es una especie de peces de la familia Trichomycteridae en el orden de los Siluriformes.

## Morfología
• Los machos pueden llegar alcanzar los 13,3 cm de longitud total.

## Distribución geográfica
Se encuentra en la Argentina.